# مليكة العقاوي
مليكة العقاوي عداءة ألعاب قوى مغربية، ولدت يوم 25 دجنبر 1987، بآيت مولي بالأطلس المتوسط، و هي متخصصة في سباقات المسافات المتوسطة، 800 متر و1500 متر.

## سيرتها الرياضية
في سنة 2010 حققت مليكة العقاوي الميدالية البرونزية في مسافة ال800 متر في بطولة أفريقيا بنيروبي بتوقيت 2 د 1 ث و 1 جم. و استطاعت في يوليو 2011 أن تنزل لأول مرة تحت حاجز الدقيقتين في ملتقى ستوكهولم بعد حلولها ثانية في السباق بتوقيت 1 د 59 ث و 75 جم. في نفس السنة تألقت مليكة في دورة الألعاب العربية بالدوحة بحصدها لثلاث ذهبيات في مسابقات ال400 متر و800 متر و ال400 متر تتابع.

خلال دورة الألعاب العربية، اكتسبت مليكة العقاوي شهرة كبيرة لدى الجمهور الرياضي المغربي بفعل الانتشار الكبير لصورة تظهر وجهها موشوما بالخريطة الكاملة للمغرب، أثناء حفل تسليم الميداليات. و هو ما أولته الصحافة المغربية، آنذاك بكونه رد اعتبار ازاء عرض خريطة المغرب مبتورة من جزئه الجنوبي خلال حفل الافتتاح.

في سنة 2012 حسنت العقاوي رقمها الشخصي في مسافة 800 متر برقم 1 د 59 ث و 54 جم خلال ملتقى لييفين بفرنسا.

## إنجازاتها
| السنة | المسابقة                               | المكان     | الرتبة | Épreuve       | المنافسة         |
| ----- | -------------------------------------- | ---------- | ------ | ------------- | ---------------- |
| 2010  | بطولة أفريقيا لألعاب القوى             | نيروبي     | 3      | 800 متر       | 2 د 1 ث و 1 جم   |
| 2011  | دورة الألعاب العربية الثانية عشرة 2011 | الدوحة     | 1      | 400 متر       | 53 ث و 94 جم     |
| 2011  | دورة الألعاب العربية الثانية عشرة 2011 | الدوحة     | 1      | 800 متر       | 2 د 2 ث و 42 جم  |
| 2011  | دورة الألعاب العربية الثانية عشرة 2011 | الدوحة     | 1      | 400 متر تتابع | 3 د 38 ث و 64 جم |
| 2012  | بطولة أفريقيا لألعاب القوى             | بورتو نوفو | 3      | 800 متر       | 1 د 59 ث و 90 جم |

### أرقام شخصية
- 800 متر في الهواء الطلق - 1 دقيقة و 59 ثانية و 54 جزءا من المئة (11 يونيو 2012 بموسكو)
- 1500 متر في الهواء الطلق - 4 دقائق وأربع ثوان و 96 جزءا من المئة (12 ماي 2011 بديغو)
- 800 متر داخل القاعة - 1 دقيقة و 59 ثانية و 1 جزء من المئة (14 فبراير 2012 بلييفين Liévin)
- 1500 متر داخل القاعة - دقيقتان و 40 ثانية و 43 جزاء من المئة (16 فبراير 2012 ب أوبون Eaubonne)

## وصلات خارجية
- مليكة العقاوي على موقع الاتحاد الدولي لألعاب القوى (الإنجليزية)
- مليكة العقاوي على موقع الدوري الماسي (الإنجليزية)
- مليكة العقاوي على موقع اللجنة الأولمبية الدولية (الإنجليزية)
- مليكة العقاوي على موقع أوليمبيديا (الإنجليزية)
- مليكة العقاوي على موقع اللجنة الأولمبية المغربية (الفرنسية)